# Asymmetrione aequalis
Asymmetrione aequalis is een pissebed uit de familie Bopyridae. De wetenschappelijke naam van de soort is voor het eerst geldig gepubliceerd in 2009 door Pardo, Boyko & Mantelatto.